# Albert O. Connor

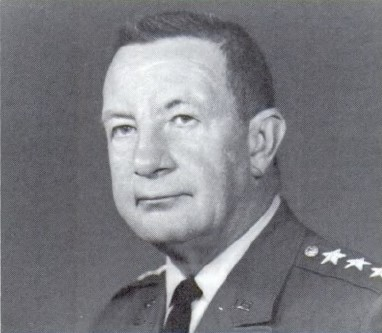
Albert O. Connor

Albert Ollie Connor (* 28. August 1914 in Helena, Montana; † 20. Oktober 1989 in Hilton Head Island, South Carolina) war ein Generalleutnant der United States Army. Er kommandierte unter anderem die 3. Armee.
Albert Connor war der Sohn von Charles Ollie Connor (1884–1939) und dessen Frau Marguerite P. Simon (1889–1974). Er besuchte die öffentlichen Schulen seiner Heimat. Zwischen 1933 und 1937 durchlief er die United States Military Academy in West Point. Nach seiner Graduation wurde er als Leutnant der Feldartillerie zugeteilt. In der Armee durchlief er anschließend alle Offiziersränge bis zum Dreisterne-General.
In seinen jüngeren Jahren absolvierte er den für Offiziere in den niederen Rangstufen üblichen Dienst in verschiedenen Einheiten und Standorten. Während des Zweiten Weltkriegs gehörte er zunächst einem Artilleriebataillon der 3. Infanteriedivision an. Mit seiner Einheit war er an der Operation Torch, der Landung der Alliierten in Nordafrika, beteiligt. Im weiteren Kriegsverlauf war er auch in Sizilien und im Süden Frankreichs eingesetzt. Im November 1944 wurde er zum VI. Korps versetzt, wo er als Stabsoffizier in der Abteilung G3 (Operationen) tätig war. Bei dieser Einheit, die über die Vogesen und das Elsass nach Deutschland vordrang, verblieb er bis zum Ende des Krieges.
Im Jahr 1946 absolvierte Albert Connor das Command and General Staff College und im Jahr 1952 folgte das United States Army War College. Nach seinem Wechsel zur Infanterie war er zwischenzeitlich als Dozent an der Infantry School in Fort Benning tätig. Nach einer Ausbildung zum Fallschirmspringer wurde er 1947 Bataillonskommandeur beim 187. Luftlanderegiment. Danach wurde er für einige Zeit Stabsoffizier (G3) bei der 11. Luftlandedivision. Im Januar 1951 wurde er Regimentskommandeur des 503. Luftlanderegiments.
Während des Koreakriegs war Connor Kommandeur des 27. Infanterieregiments und dann Stabsoffizier beim X. Korps. Im Herbst 1953 wurde er Mitglied des Lehrkörpers des Army War College, in dem er bis 1956 verblieb. Anschließend wurde er nach Heidelberg versetzt, wo er bei der United States Army Europe (USAREUR) als Stabsoffizier und später als Leiter der G3-Abteilung für Operationen tätig war. Nach seiner Rückkehr in die Vereinigten Staaten wurde er stellvertretender Führungsoffizier der Kadetten (Deputy Commandant of Cadets) der Militärakademie West Point.
Nach seiner Beförderung zum Brigadegeneral im Jahr 1960 wurde Connor stellvertretender Kommandeur über den Stützpunkt Fort Dix in New Jersey. Ab 1962 war er Stabsoffizier bei der NATO (Supreme Headquarters Allied Powers Europe). Von März 1964 bis Februar 1966 war er als Nachfolger von Frank T. Mildren, inzwischen als Generalmajor, Kommandeur der 3. Infanteriedivision, die in Deutschland stationiert war. Nach einigen Jahren als Stabsoffizier im Pentagon übernahm Albert Connor als Nachfolger von John L. Throckmorton am 1. August 1969 das Kommando über die 3. Armee. Dieses Kommando behielt er bis Juni 1972, als er erkrankte und während eines Krankenhausaufenthalts seinen Rücktritt aus dem Militärdienst einreichte.
Albert Connor war seit 1938 mit Betty Schofield Stewart (1918–2005) verheiratet. Das Paar hatte zwei Söhne und eine Tochter. Er starb am 20. Oktober 1989 und wurde auf dem Friedhof der Militärakademie West Point beigesetzt.

## Orden und Auszeichnungen
Albert Connor erhielt im Lauf seiner militärischen Laufbahn unter anderem folgende Auszeichnungen:
- Army Distinguished Service Medal (2-Mal)
- Legion of Merit
- Bronze Star Medal
- Purple Heart